# Luc-sur-Orbieu
Luc-sur-Orbieu – miejscowość i gmina we Francji, w regionie Oksytania, w departamencie Aude. Przez miejscowość przepływa rzeka Orbieu. 
Według danych na rok 1990 gminę zamieszkiwało 726 osób, a gęstość zaludnienia wynosiła 73 osoby/km² (wśród 1545 gmin Langwedocji-Roussillon Luc-sur-Orbieu plasuje się na 419. miejscu pod względem liczby ludności, natomiast pod względem powierzchni na miejscu 759.).